# Bò xạ hương
Bò xạ hương hay bò xạ (danh pháp hai phần: Ovibos moschatus) là loài động vật có vú duy nhất trong chi Ovibos thuộc họ Trâu bò sống ở Bắc Cực từ thời kỳ bằng hà cách đây gần 200.000 năm, nổi tiếng với bộ lông dày và mùi mạnh mẽ phát ra từ con đực. Mùi của chúng được sử dụng để hấp dẫn con cái trong mùa giao phối. Bò xạ hương sống chủ yếu sống ở Bắc Cực bao gồm phía Bắc Canada và Greenland, và một số các quần thể nhỏ ở Thụy Điển, Xibia, Na Uy và Alaska.

## Lịch sử
Chúng được cho là loài động vật kỷ băng hà sống ở vùng Bắc Mỹ cách đây 200.000 - 90.000 năm. Cuối thời kỳ băng hà, giai đoạn Holocen chúng dần di chuyển khắp lục địa Bắc Mỹ, sang cả Greenland, tại các khu vực lạnh giá đầy tuyết.

## Phân bố

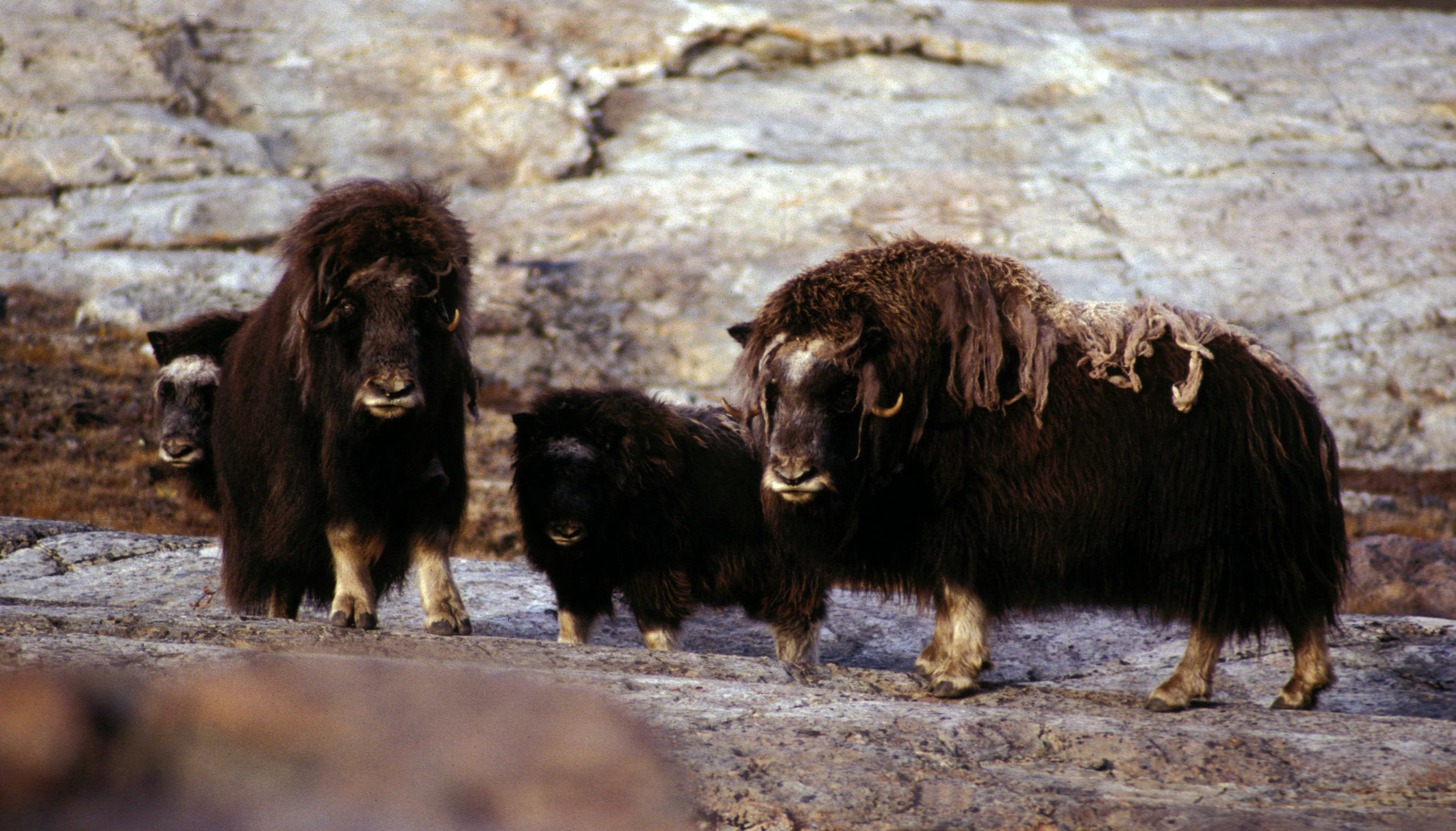
Một gia đình bò xạ hương ở Đông Greenland

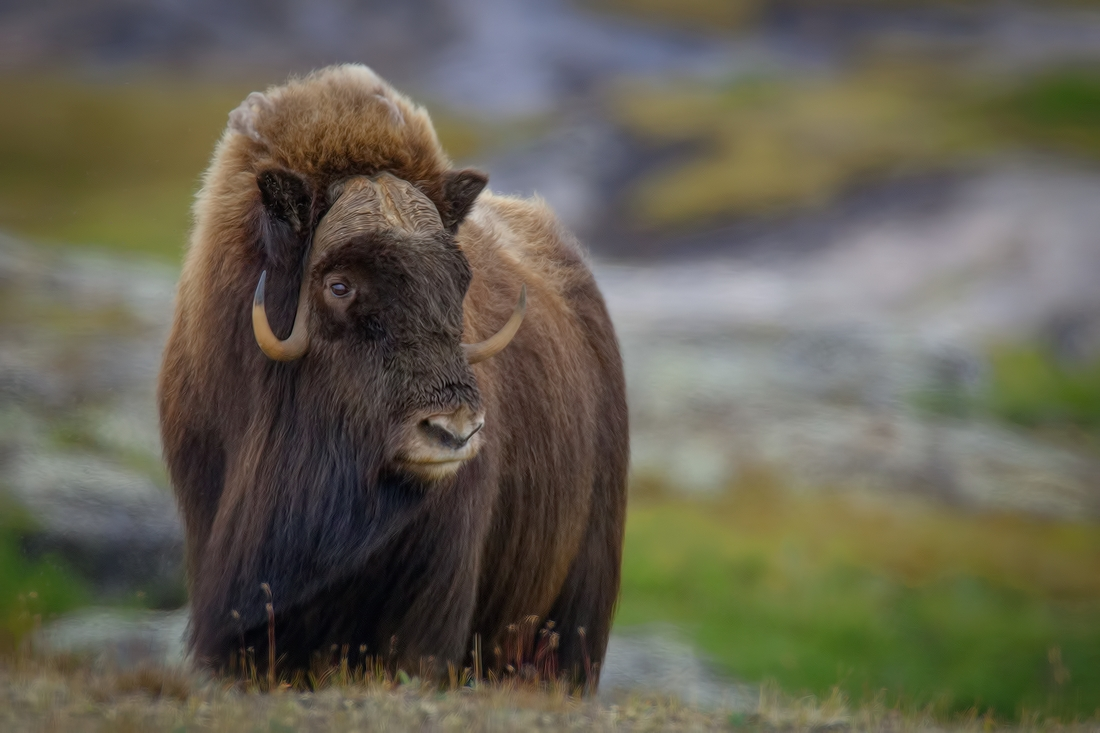
Con đực

Bò xạ hương có nguồn gốc ở khu vực vùng Bắc Cực thuộc Canada, Greenland, và Hoa Kỳ. Tuy nhiên, ở Alaska cuối thế kỷ 19, đầu thế kỷ 20 gần như chúng đã không còn tồn tại. Sự suy giảm nguyên nhân là do tình trạng săn bắn quá mức, nhưng một nguyên nhân khác được cho là do việc biến đổi khí hậu ở đây. Tuy nhiên, chúng đã được tìm thấy với một số ít ở Đảo Nunivak (phía Tây Alaska) vào năm 1935. Chúng cũng được tìm thấy ở các khu vực đảo thuộc Bắc Âu, bao gồm Thụy Điển, dãy núi Dovrefjell (Na Uy), các đảo phía Bắc Nga, khu vực bán đảo Taymyr của Siberia và từ Đảo Ellesmere kéo dài qua miền Đông Canada. Tại tỉnh Quebec, bò xạ hương gần như là tuyệt chủng, nhưng đã dần phục hồi sau khi chúng được bảo vệ nghiêm ngặt. Uớc tính hiện nay có khoảng 80.000 tới 125.000 con,, riêng tại đảo Banks ở Canada đã có 68.788 con..
Trong suốt mùa hè, bò xạ hương sống ở các khu vực ẩm ướt, như các thung lũng sông và di chuyển lên các vùng núi cao hơn vào mùa đông. Thức ăn của chúng bao gồm cỏ liễu Bắc cực, địa y và rêu dưới lớp tuyết. Khi thức ăn dồi dào, chúng ăn các loại cỏ mọng nước và dinh dưỡng hơn. Bò xạ hương có thể dự trữ một lượng chất béo rất lớn trước khi mang thai nhằm cung cấp sữa cho các con của chúng và để thích nghi với tình trạng khan hiếm thức ăn. Các mối đe dọa tới chúng, ngoài khí hậu thì còn có các loài động vật ăn thịt khác bao gồm sói Bắc Cực, gấu xám Bắc Mỹ và gấu Bắc Cực hay gấu mặt ngắn khổng lồ (một loài đã tuyệt chủng).

## Hành vi
Bò xạ hương sống thành từng đàn khoảng từ 12-24 vào mùa đông và 8-20 vào mùa hè. Con đực có vai trò thống trị trong đàn, khẳng định sự thống trị của mình bằng cách khác nhau. Có thể là việc gầm thét, dậm chân xuống đất, hoặc dùng cặp sừng của nó để đuổi theo tấn công dọa một con trong đàn.

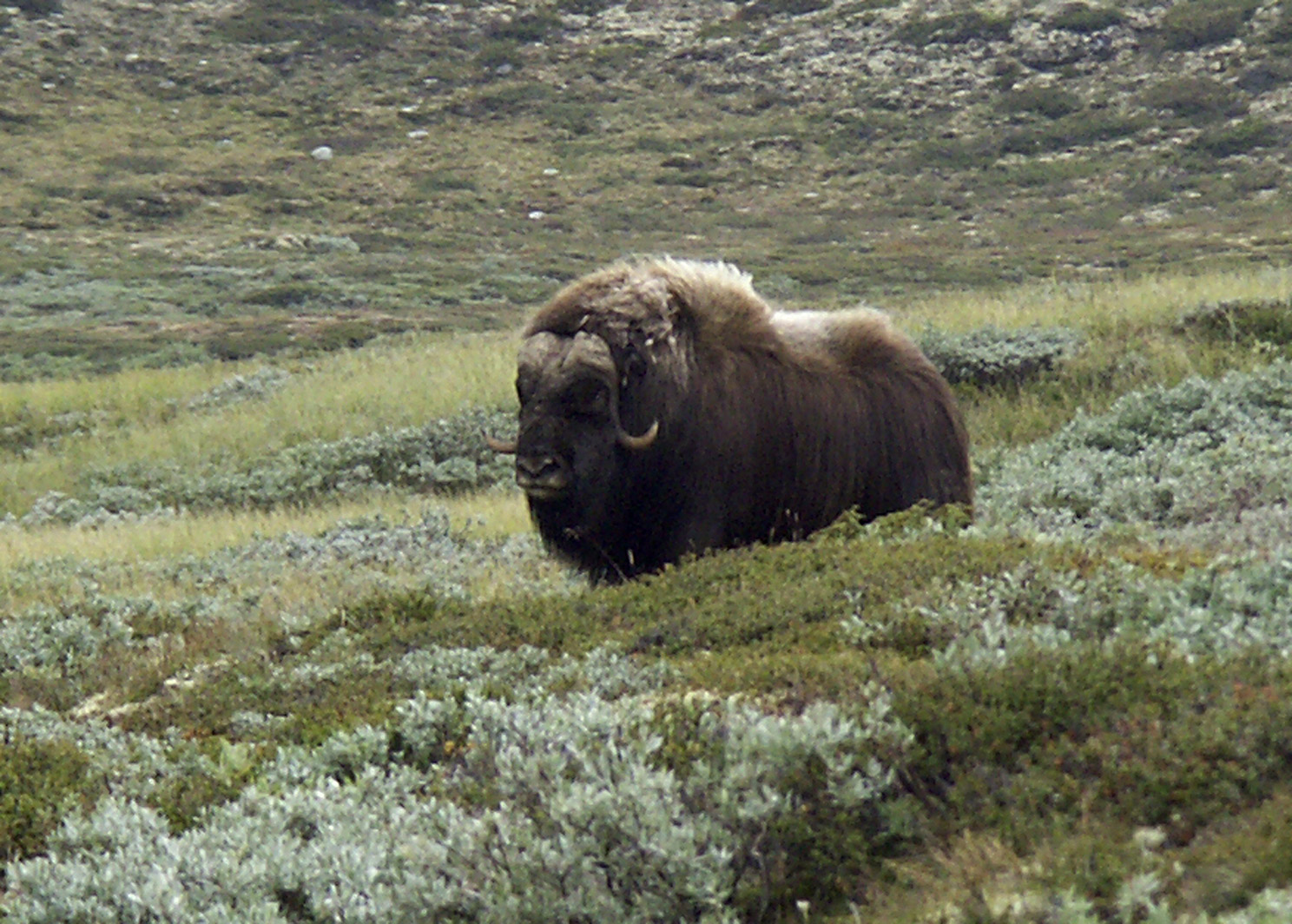
Bò xạ hương tại Vườn quốc gia Dovrefjell, Na Uy

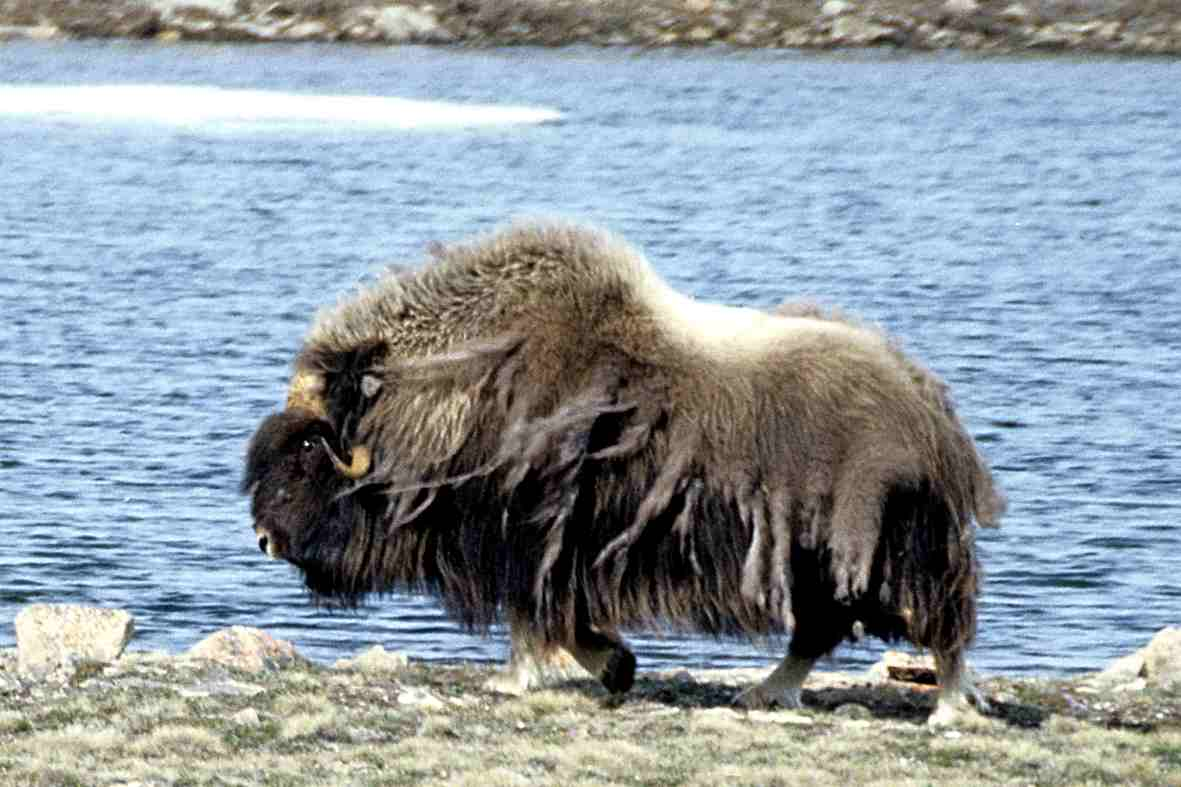
Bò vào lúc thay lông

Mùa giao phối của bò xạ hương vào tháng 6 đến tháng 7. Một con bò đực có thể giao phối với nhiều con cái. Các con đực trong đàn có thể tranh chấp về quyền giao phối. Một số con đực cũng có thể chọn cách rời đàn để tìm kiếm đàn mới hoặc chọn cách sống đơn độc, nhưng khi có nguy hiểm, nó có thể quay lại đàn để cùng nhau chống lại kẻ thù. Các con đực quyết định hướng di chuyển của đàn, nhưng khi con cái trong đàn có thai, thì con cái sẽ được quyết định hướng đi, khoảng cách và kể cả là nơi nghỉ chân của đàn. Thời gian thai của bò cái là từ 8 - 9 tháng, bê con được đẻ từ tháng 4 - 6 và có thể đi được sau khoảng một tiếng. Trong hai tháng đầu tiên, chúng phụ thuộc vào nguồn sữa mẹ, sau đó chúng sẽ được tập ăn các loài thực vật. Những năm thời tiết quá khắc nghiệt, nguồn thức ăn khan hiếm thì bò xạ hương sẽ không giao phối nữa.
Một hành vi đặc biệt của bò xạ hương là việc phòng thủ trước những kẻ săn mồi. Khi gặp kẻ săn mồi, đàn bò xạ hương sẽ nhanh chóng di chuyển lên những khu vực cao hơn. Các con bò đực khỏe mạnh sẽ hướng ra ngoài, tạo thành một vòng cung hình bán nguyệt để bảo vệ cho các con bò yếu và bê con ở bên trong.

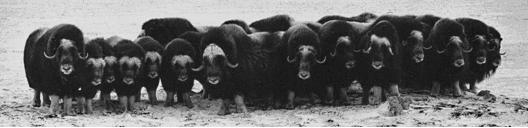
Hành vi phòng thủ của bò xạ hương tại đảo Nunivak,1930

## Mô tả
Đây là loài động vật liên quan chặt chẽ tới cừu và dê hơn so với bò nên đã được xếp riêng trong chi riêng. Bò xạ hương có chiều cao từ 1,1 - 1,5 m (4 – 5 ft), dài 1,35 - 2,0 m (4,4 - 6,6 ft) đối với con cái và 2,0 đến 2,5 m (6,6 - 8,2 ft) đối với con đực. Chúng có cái đuôi ngắn (chỉ khoảng 10 cm) ẩn dưới lớp lông dày. Trọng lượng của một con bò xạ hương trưởng thành khoảng từ 180 – 410 kg (400 - 900 lb) với tuổi thọ từ 12 - 20 năm. Chúng có một cái đầu lớn cùng bộ lông dày, thường được so sánh với bò rừng bizon nhưng chỉ bằng một nửa về kích thước. Tuy nhiên, có một số con bò xạ hương ở vườn thú có thể nặng thới 650 kg (1.400 lb). Bò xạ hương có một bộ lông dày hai lớp với lớp lông dày màu đen xám, nâu bên ngoài dài gần chạm đất và một lớp lông lót bên trong. Nhờ lớp lông dày, chúng có thể chịu được nhiệt độ lạnh giá lên tới âm 40 độ C. Một số ít những con bò xạ hương có bộ lông màu trắng cũng được tìm thấy ở Khu bảo tồn chim di trú vịnh Queen Maud (Bắc Canada)

## Tình trạng
Trong lịch sử, tình trạng săn bắn đã khiến số lượng bò xạ hương giảm nhưng đã dần phục hồi nhờ các biện pháp nghiêm cấm chặt chẽ. Hầu như chúng không có mối đe dọa nào lớn ngoài những biến động từ khí hậu, cùng với vài động vật ăn thịt. Một số khu vực tập trung nhằm bảo vệ số lượng loài bò xạ hương trong tự nhiên như Công viên quốc gia Đông Bắc Greenland, Khu bảo tồn thiên nhiên Arnangarnup Qoorua, Khu dự trữ sinh quyển Maniitsoq Caribou và khu bảo tồn thiên nhiên ở Kangerlussuaq.
Bò xạ hương được nuôi ở một số vùng lạnh giá, cung cấp lượng thịt, sữa và lông để sản xuất sợi. Sản phẩm len được sản xuất từ lông bò xạ hương mềm mại, giữ nhiệt tốt và mang giá trị kinh tế cao.